# Pron: The XXX Parody
Pron: The XXX Parody ist eine Porno-Parodie aus dem Jahr 2011 über den Film Tron und Tron Legacy.

## Handlung
Die reale Welt kollidiert mit dem Grid und ein feuchter Traum für Tech-Geeks wird wahr. Als Kevin Fling von seinem Job als Ingenieur für Vergnügungsprodukte entlassen wird, beschließt er sich in das Enrection-Computersystem zu hacken. Aber er bekommt mehr, als er sich wünscht. In das Computersystem hineingerutscht, macht sich Kevin auf eine aufregende Reise durch eine Welt von schönen und geilen Programmen, vollbusiger Software, schnellen und gefährlichen Light-Suckles und glühenden Vaginen, um sich dem bösen und kraftvollen Masturbations-Kontrollprogramm zu stellen.

### Szenen
- Szene 1. April O’Neil, Anthony Rosano
- Szene 2. Lexi Belle, Rocco Reed
- Szene 3. Diamond Foxxx, Tommy Pistol
- Szene 4. Andy San Dimas, Brian Street Team
- Szene 5. Zoe Voss, Anthony Rosano

## Produktion und Veröffentlichung
Der Film wurde von Goodnight Media produziert. Das Drehbuch übernahm dabei Lee Roy Myers und Regie führte er zusammen mit Sam Hain. Erstmals wurde der Film 2011 in Kanada veröffentlicht.

## Nominierungen
AVN Awards, 2012
- Nominee: Best Special Effects
- Nominee: Best Music Soundtrack